# キャプテン翼
『キャプテン翼』（キャプテンつばさ）は、高橋陽一による日本のサッカー漫画、およびそれを原作とした派生作品。略称は「キャプ翼（キャプつば）」「C翼」 など。
2023年3月時点で出版された単行本・文庫本・翻訳本・スピンオフなどの全世界シリーズ累計発行部数は9000万部以上を記録している。
「ボールは友達」が信条の主人公・大空翼をはじめ、ひた向きにサッカーに打ち込む少年達の姿を描く。連載時には日本国内でサッカーブームを起こすと共に、後にプロサッカー選手となる多くの選手達に影響を与えた。

## 概要
「ボールは友達」が信条の主人公・大空翼の活躍と成長を描いたサッカー漫画である。翼が後にチームメイトとなる若林源三らとの出会いを経て様々なライバル達との戦いを制し、やがて国外へと活躍の場を広げていく姿を描いた。サッカーの楽しみや魅力を伝えることに重点が置かれた爽やかな作風は、従来のスポ根漫画に代わる新しいスタイルのスポーツ漫画として読者に受け入れられた。1983年にアニメ化されると日本国内でサッカーブームを起こし、それまでマイナーな競技と見做されていたサッカーの人気と競技人口拡大に寄与した。
Jリーグ発足に伴うサッカー人気の高まりにより連載が再開され、1994年から1997年までFIFAワールドユース選手権での活躍を描いた『キャプテン翼 ワールドユース編』が連載された。2000年代に入ると掲載誌を『週刊ヤングジャンプ』に移し、2002 FIFAワールドカップ開催に合わせる形で2001年から2004年まで『キャプテン翼 ROAD TO 2002』、2005年から2008年までは『キャプテン翼 GOLDEN-23』、2009年から2011年までは『キャプテン翼 海外激闘編』が連載された。2013年からは掲載誌を『グランドジャンプ』に移し『キャプテン翼 ライジングサン』を連載している。これらの作品では翼たち主要登場人物たちがスペイン、イタリア、ドイツ、日本などの各国リーグのプロ選手として活躍する姿が描かれている。
2017年6月に出版された『キャプテン翼 ライジングサン』第6巻においてシリーズ通算100巻を達成した。
2024年1月5日、集英社は漫画としての連載を同年4月発売予定の『キャプテン翼マガジンvol.20』をもって終了することを発表した。高橋は「頭の中にある最終回までの構想をすべて漫画化して描ききるには40年以上かかる」として、「連載をやめ、物語を残す決断をした」とコメント。物語については「ネーム（絵コンテ）」などの形で制作を続ける意向を示した。連載終了についてはスタッフ体制の維持が難しいことや、自身の体力の衰えのほか、「僕（高橋）が漫画家を目指すきっかけ、かつ一番のあこがれ、目標だった水島新司先生の訃報が飛び込んだことも、考えさせられる契機になりました」と述べている。
同年4月4日に、『キャプテン翼マガジンvol.20』が発売され、同誌に掲載された「キャプテン翼 ライジングサン THE FINAL」最終話をもって漫画連載作品としての『キャプテン翼』は終了した。ラストでは「未完」と表記されており、同日にプレオープンしたウェブサイト「キャプテン翼WORLD」にて、ネーム状態の続きが『キャプテン翼 ライジングサン FINALS』のタイトルでアップされている。

## 作品背景

### 連載までの経緯
作者の高橋は子供のころから野球をはじめとしたスポーツに親しみ、小学時代は徒競走を得意とし、中学時代は卓球部に、高校時代は軟式野球部に所属していた。その一方で、小学校高学年から『巨人の星』や『あしたのジョー』などといったスポーツ漫画に影響を受けて漫画を描き始めた。
サッカーについては少年時代から「ごっこ遊び」を通じて興味を抱いていたが、高校3年生の時にアルゼンチンで開催された1978 FIFAワールドカップをテレビ観戦したことを契機に注目するようになった。高橋によると「少年時代からサッカーという競技は知っていましたけど、ワールドカップのアルゼンチン大会をテレビで見て、『サッカーってこんなに面白いスポーツだったんだ』というのを再発見した」という。
1978年夏、高校卒業後の進路として漫画家を志し、新人漫画家の登竜門とされる手塚賞に応募するための短編を執筆した。この作品はそれまで描き続けていたスポーツものではなくSFものだったが、後に高橋の初代担当編集となる鈴木晴彦は可能性を感じ、一線級の漫画家のアシスタントに推薦することを約束した。さらに高橋に対してSFは不向きであると諭し、彼が最も得意とするスポーツを題材として作品を執筆し、新人賞に応募するように提案した。これを受けて高橋は、自身がプレー経験のある野球と他の新人が採用しない題材としてサッカーを選び、交互に作品を制作した。サッカーを漫画の題材として選んだ理由については「野球マンガといえばスポーツマンガの王道で、水島新司さんはじめ、描き尽くされた感もあったんです。僕は新人だし、ほかの人のやらないものを」と語っている。
平松伸二のアシスタントを務めながら作品作りに取り組み、1980年にサッカーを題材とした『キャプテン翼』が月例賞で入選し、同年18号に読切として掲載され漫画家デビューを果たした。なおこの作品は中学サッカーを題材としており、主人公の名前は「翼太郎」であるが、「南葛」「修哲」「若林」「石崎」といった、後の連載版のベースとなる設定や登場人物も登場した。ただし、鈴木によれば後の連載版に描かれた爽快さとは若干異なる内容となっており、「キャラクターの個性が上手くはじけなかった」と評している。この作品を基にして連載化するにあたり高橋は、読切短編と同様に中学生を主人公とした設定や、山奥に住む自然児を主人公にした設定を考案したが行き詰まり、試行錯誤を経て、後の作品へと繋がる「サッカーに情熱を燃やす小学生」を主人公とした構想へと転換した。

### 国内のサッカー需要
連載開始時にあたる1980年代初頭の日本サッカー界は、サッカー日本代表がFIFAワールドカップ予選やオリンピック予選での早期敗退が続き、日本サッカーリーグの人気が低迷していたことから、「冬の時代」と呼ばれていた。毎年冬に行われる高校選手権の人気が高まっていたものの選手の多くは将来の目標を見出せず、ある時期に差し掛かると競技から遠ざかっていく状況が続いていた。また、長い伝統と充実した練習環境を有する欧米のサッカー界に対して、日本にはプロサッカーリーグは存在せず、練習設備や育成システムの整備が立ち遅れていた。こうした状況から、代表チームがFIFAワールドカップへの出場が叶わないことは無理もないと考えられるなど、世界と日本との間には距離感が存在したともいわれる。
その一方で日本サッカー界全体としては競技を普及させるために各地に少年サッカークラブや、従来の学校スポーツの枠組みとは異なる読売クラブや三菱養和SCのようなクラブチームが誕生し、静岡県清水市（後の静岡市清水区）のように大人から子供まで町ぐるみでサッカーに取り組む動きがあり、人気が盛り上がる土壌は築かれつつあった。当時の小学生のサッカー受容について教育評論家、漫画評論家の斎藤次郎は「少なくとも小学生にとってはまださほど人気のある種目ではなかった。逆にそれだけ、手垢にまみれた野球などより新鮮に受けとられた、ともいえよう」と指摘している。

## 表現手法

### スーパープレー

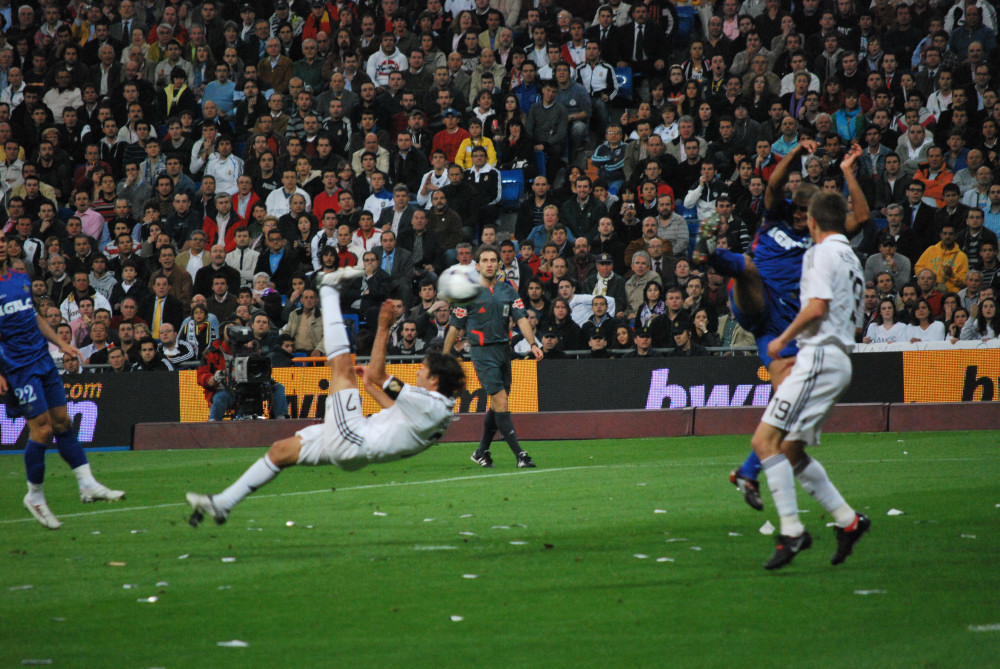
オーバーヘッドキックを行う選手。主人公の大空翼がこのプレーに挑戦するエピソードを掲載したところ、読者の反響を呼んだ。

本作品では、読者にサッカーの魅力を伝えるために世界のサッカーを意識し、登場人物達に世界のトップ選手顔負けの超人的なプレーを実践させた。
高橋によれば、連載当初から「読者の印象に残るポイントとなるシーン」を意識して描いていたといい、実例を挙げると第1話の「翼が若林宅にボールをけり込むシーン」や、第2話の「街中を走行するバスの真下にシュートを放つシーン」などがある。第4話において翼がロベルト本郷に触発されてオーバーヘッドキックに挑戦するシーンについては、後の展開の中で盛り込むことを予定していたが、読者アンケートの結果が不調だったことを受けて、原稿を全て書き直して掲載した。第4話のアンケート結果が好評だったこともあり、高橋は「ストーリーが大事なのはもちろんですが、単純にすごいプレーとか、驚くような動きを読者は求めているのかな」と考えたという。
また、当時は「サッカー漫画はヒットしない」という定説があり、野球漫画とは異なり参考となり得る作品が少なかったことなどから、サッカーという競技を作品内でいかに表現するかに苦慮した。高橋によれば「野球だと、なかなか主人公の所まで打順が回ってこなかったりとか、九回までに決着をつけなければいけないとか、ルール上の制約がありますよね。サッカーだと九十分間何をやっても構わないというか、打順に関係なく自分のところにボールが回ってきたり、野球のバントのような決まり事も少なくて、自分の発想でプレーを組み立てていける。そういう野球とサッカーの違いをマンガで描ければいいな」と考えたといい、第4話での「オーバーヘッドキック」への反響と、最初の試合となった「南葛小対修哲小の対抗戦」を描き切ったことが連載を継続する上で自信に繋がったと語っている。
高橋の証言にある通り作品が進行するに従い、ゴールポストの反動を利用したジャンプ技、コンクリート壁を破壊する威力を持つ「タイガーショット」、往年の『アストロ球団』を彷彿とさせる「スカイラブハリケーン」などの超人的な描写が周期的に登場するようになった。一方、物語自体は一連のスーパープレーのみに依存して進行するのではなく、根幹には翼をはじめとした主要登場人物とその仲間らが織りなす奮闘する姿勢が存在する。スーパープレーの描写により作品に彩りを添えつつ個々の奮闘精神やそれに基づいたプレーとを交互させることでバランスを保ち、超人ではなく普通の人間であることを前提として試合全体の流れを着地させていく正統的なスポーツ漫画に近しい作品として描かれた。

### コマ割り
スポーツ漫画では、一つのページの中で個々に独立したコマをいかに連続性のあるものとして関係付けるのか、実際には動くことがない平面な絵を画面描写により動的なものとして表現するのかが焦点となるとされているが、本作品では漫画の基本である「コマ割り」を大きく崩した表現手法を多用することでサッカー競技の持つ流動性やダイナミックな動きを表現しようと試みられた。一例をあげると以下のようなものである。
関西大学教授の杉本厚夫によれば、こうした手法は往年のスポ根の代表作である『巨人の星』や『あしたのジョー』、あるいは1990年代にバスケットボールを扱って人気を獲得した『SLAM DUNK』では見られないという。連載当時の1980年代のスポーツ界は少年スポーツが盛んになった時期であり、それと同時に指導者の強い管理下に置かれ旧来的な指導が行われていた時期であるが、杉本は「コマ割り」を大きく崩した表現手法を多用することで従来の堅苦しく暑苦しいスポーツの既成概念を漫画表現を通じて打破しようとしたのではないか、重圧感を打ち破る隠喩として用いたのではないかと指摘している。

### キャラクター造形
本作品では『週刊少年ジャンプ』の中心テーマである「友情・努力・勝利」の要素を押さえ、「チームメイトやライバルとの友情と交流」、「誰からの強制でない『スポーツを楽しむ』ための自発的努力」、「全国大会や国際大会という舞台で技を競い合い勝利を目指す」といった要素が描かれている。天性の才能を有し難易度の高い技術も容易く身に付けることができる 主人公・大空翼に対しては彼の柔和な気質もあり 賞賛が与えられている。彼の周囲からは従来の「スポ根」では定番ともいえる「泥臭さ」「苦行」といった要素は排除され、ひたすら好きなサッカーのため、楽しみのために技術を磨き「プロサッカー選手になり、日本代表をFIFAワールドカップで優勝に導く」という単純明快かつ大きな目標を掲げている。
翼と周囲の仲間たちとの間には、彼の個性に引きずられるようにコミュニケーションの輪が形成され、チームワークが形成されていく。連載初期に翼の前に立ちはだかる若林源三は街の名士の子息であり、専属コーチの下で指導を受けるなど恵まれた練習環境を有する一方で、翼とは相反するかのようなプライドの高さを有していたが、彼の個性に影響されて次第に寛容さを見せるようになる。
その一方で天才型の主人公に対し、同世代の最大のライバルである日向小次郎については小学生編では貧困から抜け出す手段として家計を助けながら練習に取り組む姿が、中学生編では血のにじむような秘密特訓に励み必殺シュート「タイガーショット」を編み出す姿が描かれている。また、ライバルの一人である松山光についても雪国という練習環境や才能の欠如を努力によって補おうと練習に励むなど、努力型の主人公が描かれる傾向があった従来の「スポ根」の構造を逆転させている。
こうしたキャラクター造形やストーリー構成について、高橋が当初イメージしていたものは、翼と若林が別々のチーム同士で対戦する対抗戦までだったとしている。読者の人気を獲得したことで連載が継続され、対抗戦に続く新たなステージとして全日本少年サッカー大会を巡るライバル対決へと移行する中で、翼とは対照的な性質を有する日向、既存のキャラクターの隙間を埋めるように松山、三杉淳、立花兄弟といったキャラクターが新たに創作され、物語の進行とともに次第に存在感を増していった。さらにライバルとの関係の中で既存の翼、岬、若林、石崎といったキャラクターもキャラ立ちをしていった。
また、高橋は本作品について『ドカベン』などを手掛けた水島新司の描き方を参考にして野球からサッカーへと置き換えたものだとも語っており、三ツ谷誠著の『「少年ジャンプ」資本主義』では「南葛を『ドカベン』における明訓高校、大空翼と岬太郎を山田太郎と里中智だと考えれば構造は更に似てくる」としている。その一方で三ツ谷は、『ドカベン』を本作と同様に際立った才能を持つ主人公とそれを囲む個性豊かな脇役群の作品としつつも、これらの登場人物たちが向日性豊かかといえばそうではなく「意外にもそれぞれに鬱屈を抱えている」とし、本作については「主要キャラクターの中で日向小次郎だけは（中略）ハングリーなキャラクターとなっているが、実際にはその影はあまり見えず、翼以下の肯定的な向日性に溢れたキャラクター群の中に埋没してしまっている。また、翼に匹敵する天才として描かれる三杉が心臓病であるという設定があるが（中略）、本当は彼の中に渦巻くだろう、激しい怒りや嘆きはまるで見えない。つまり『キャプテン翼』は、そのように重さに満ちた人生をサッカーの中に引きずっていないのだ。かつまた、サッカーというゲーム自体の面白さ・純粋さが前面に出すぎて、それぞれの人生などというものはストーリーに花を添えるもの・書割にしかなっていない」と指摘している。

## あらすじ

### キャプテン翼
1981年 - 1988年、『週刊少年ジャンプ』に連載された第1作、ジャンプコミックス全37巻。
本編に明記された章立てではないが、それぞれ小学生全国大会、中学生全国大会、ジュニアユース大会での戦いが展開され、最後に翼がブラジルへ旅立つまでが描かれている。
小学生編
南葛小に転入した天才サッカー少年・大空翼は修哲小の天才キーパー・若林源三と出会う。二人は両校の対抗戦において勝負を決することになり、翼は石崎了と共にプロ選手のロベルト本郷から指導を受ける。試合は南葛が強豪の修哲を相手に粘り強い攻防を繰り広げ延長戦に持ち込むと、転校生の岬太郎も加わり2-2のスコアで引き分ける。試合後、翼はロベルトから勧誘を受けブラジルへの留学を決心すると、その条件として全国大会優勝を誓う。
南葛市では全日本少年サッカー大会県予選に備え選抜チーム「南葛少年サッカークラブ（南葛SC）」を結成。翼、若林、岬、石崎らは南葛SCの選手として県予選に出場し全国大会出場を決めるが、予選決勝で若林が負傷し大会出場を危ぶまれる。全国の舞台では翼らの前にハングリー精神の旺盛な日向小次郎、恵まれた才能を持ちながら心臓病を抱える三杉淳、双子の立花兄弟といったライバルたちが立ちはだかるが、激戦を制して決勝進出を果たす。決勝戦は日向や若島津健らを擁する明和FCとの再戦となるが、負傷の癒えた若林が合流し再延長戦の末に4-2のスコアで明和を退けて優勝を果たす。大会終了後、ブラジル行きに胸を膨らませる翼だったが、その夢を託されるに値する人間なのかと苦悩するロベルトは単身帰国する。さらに友人の岬は転校、若林は西ドイツへ留学するなど新しいステージへ旅立っていく。
中学生編
南葛SCでの全国優勝から3年後、南葛中の三年生になった翼たちが全国大会三連覇を目指す。国内最高レベルの選手に成長した翼は日本サッカー協会の片桐宗政の支援の下、来年度からのブラジル挑戦に向けて着々と準備を進めている。これに対して県予選決勝では大友中の新田瞬、全国大会1回戦では東一中の早田誠、3回戦では花輪中の立花兄弟、準々決勝では比良戸中の次藤洋、準決勝ではふらの中の松山光といったライバルたちが南葛に挑む。南葛中は苦戦の末に決勝進出を果たし、決勝戦は南葛対東邦学園という3大会連続同一カードとなるが、翼はライバルたちとの連戦により負傷する。一方、東邦のエース・日向は都予選後に秘密特訓のため無断行動をとったことが問題視され不出場となっていたが、その彼が決勝戦に出場することとなり南葛の前に立ちはだかる。試合は一進一退の攻防を続けるが延長戦に入るも決着がつかず、4-4のスコアで両校同時優勝となる。
ジュニアユース編
中学生大会の優秀選手を中心に全日本ジュニアユースが結成されヨーロッパへ遠征、初戦で西ドイツの若き皇帝と呼ばれるシュナイダーや若林を擁するハンブルグと対戦するが1-5のスコアで完敗する。続くブレーメン戦にも敗れ世界との実力差を知る選手達だが、徐々にチームとしてまとまりを見せはじめる。その後、中学生大会での負傷の癒えた翼、海外組の若林と岬がチームに合流しフランス・パリで開催される第1回フランス国際Jr.ユース大会に出場。ヘルナンデスを擁するイタリア、ディアスを擁するアルゼンチン、ピエールを擁する地元フランスといった強豪チームを抑えて決勝進出を果たす。決勝戦では優勝候補筆頭でありシュナイダーを擁する西ドイツとの対戦となるが、翼の決勝点で3-2と西ドイツを下し大会初優勝を果たす。
エピローグ
若林はハンブルグの下部組織から昇格しトップチームと契約を結び、故障者の続出という内部事情もありリーグ戦出場を果たす。これに奮起した翼は日本代表合宿に挑むと、グレミオとの親善試合で史上最年少の代表デビューを果たす。一方、日向をはじめ同世代のライバルたちは高校への進学を、岬はフランスから帰国し石崎らと共に南葛高校への進学を決める。卒業を前に翼はこれまで支えとなっていた中沢早苗に見送られ、ロベルトのいるブラジルへと旅立つ。

### キャプテン翼 ワールドユース特別編 最強の敵!オランダユース
1993年、『週刊少年ジャンプ』短期連載、全1巻。
第1作の連載終了後、5年の歳月を経過して短期連載された。高校選手権終了後、全日本ユースとオランダユースの親善試合が行われるが第1戦、第2戦とオランダに大敗。第3戦ではブラジルから帰国した翼がチームに合流し反撃に出る。一方、この試合ではオランダユース真のキャプテン、ブライアン・クライフォートが出場しておらず、その影を「ワールドユース編」への足がかりとしている。元々は独立したエピソードだったが、単行本化の際に一部加筆されワールドユース特別編と位置付けられた。このシリーズではキャラクターの頭身や身体バランスがジュニアユース編とは異なり、むしろ小学生編に近い描き方となっているが、この画風はこの作品のみで終わり、ワールドユース編には継承されなかった。

### キャプテン翼 ワールドユース編
1994年 - 1997年、『週刊少年ジャンプ』連載、全18巻。
フランス国際Jr.ユース大会から3年後が舞台。中学卒業後にブラジルでプロサッカー選手になった翼が日本に帰国し、新たに葵新伍を加えた全日本ユースのキャプテンとして再び世界に挑む。作品後半では前作で対戦したシュナイダー、ピエール、ディアスといった世界のライバルが再登場したものの、彼らの活躍は詳述されることはなかった。連載途中での打ち切りが決まり、因縁があったオランダユース戦を見開き2ページで試合結果のみを掲載するなど、急ぎ足での展開となった。エピローグの部分は単行本で大幅に加筆された。
太陽王子 葵の章
翼を目標とし、単身イタリアに渡った葵新伍の活躍を描く。中学卒業後にイタリアへと渡った葵は街の靴磨きからインテルの用具係見習いを経て同クラブの下部組織へ入団、『ジュニアユース編』に登場し翼らと対戦したヘルナンデスとチームメイトとなる。葵は持ち前の明るさをバネに異国の地で技術を磨いていく。
サッカーサイボーグ サンターナの章
ブラジル全国選手権を舞台に、翼と新たなライバルのカルロス・サンターナとの対戦を描く。少年時代に育ての親を失い富豪の下に引き取られたサンターナは、最強の戦士となるべく過酷なトレーニングを課せられる。感情を無くし冷徹なプレーに徹するサンターナに対し翼はサッカーの楽しさを伝えることに苦心する。
アジアユース選手権の章
高校を卒業した日向、岬らの黄金世代が、Jリーグのクラブに入団せずワールドユース優勝のため全日本ユース一本に専念することを宣言する。一方、リアルジャパン7との対決、若林の負傷と若島津の離脱、新監督・賀茂港による主力選手の追放など波乱の船出となる。賀茂のスパルタ指導の下で満身創痍の日本は、翼と若林と葵が合流しアジアユース選手権1次予選をかろうじて突破した後、主力組が合流しリアルジャパン7との再戦に勝利する。ベストメンバーとなった日本はアジアユース選手権に出場すると、オワイランを擁するサウジアラビア、肖俊光を擁する中国を退けて優勝を果たし、本大会への出場権を獲得する。
ワールドユースの章
当初ワールドユース選手権の開催が予定されていたブルンガ共和国が内戦状態となり、日本での代替開催が決定。エスパダスを擁するメキシコ、ビクトリーノや元リアルジャパン7の火野竜馬を擁するウルグアイ、ヘルナンデスを擁するイタリア、レヴィンを擁するスウェーデン、オランダを下し決勝進出を果たすと決勝戦はロベルト本郷の率いるブラジルとの対戦となる。日本はブラジルの組織戦術によって防戦一方に追い込まれるが、相手の攻勢をしのぎ後半に逆転する。一方、ブラジルも終了間際に切り札のナトゥレーザを投入し同点とするが、延長戦に入り翼が決勝点を決め日本が初優勝を果たす。

### キャプテン翼 ROAD TO 2002
2001年 - 2004年、『週刊ヤングジャンプ』連載、全15巻。
ワールドユース選手権終了後のプロサッカーの世界が舞台となり、主要登場人物の各所属リーグでの活躍を描く。
翼はリーガ・エスパニョーラのバルセロナに移籍するが、10番を背負うリバウールとのポジション争いに敗れBチームに降格。若林はハンブルグの正GKとしてシュナイダーらを擁するB・ミュンヘンとの一戦に挑むも、試合時の判断を巡り監督と衝突。日向はユベントスへ移籍しリーグデビューを果たすも、世界トップレベルの選手達に圧倒されるなど挫折を経験する。一方、日本国内では岬や三杉や松山らがJリーグのクラブへと入団してポジションを獲得、プロの舞台で互いにしのぎを削りあう。その後、翼はファンサール監督から課せられた年間ノルマ「10得点10アシスト」を早々に達成しトップチーム再昇格を果たすと、ナトゥレーザを擁するR・マドリッドとのエル・クラシコに挑む。伝統の一戦を前に重圧を感じる翼だが、師匠であるロベルトの後押しもあり復調を果たすと、途中出場したリバウールとのコンビでチームを勝利に導く。

### キャプテン翼 GOLDEN-23
2005年 - 2008年、『週刊ヤングジャンプ』連載、全12巻。
『ROAD TO 2002』で描かれたエル・クラシコから一週間後のストーリー。U-22日本代表は吉良耕三監督の指揮の下で海外組を招集せず、日本国内に残る「黄金世代」を中心にオリンピック出場を目指す。これにフットサル日本代表の古川洸太郎や風見信之介、アルゼンチン帰りの井川岳人といった新メンバーが加わり黄金世代に挑む。日本は最終予選でオーストラリアに苦戦するも、ホームでの最終戦に4-1と勝利し、オリンピック出場権を獲得する。ワールドユース直前に負った怪我の影響のため海外組に後れを取った岬のオリンピック出場に賭ける決意、ハンブルグで出場機会を失った若林の去就、翼のバルセロナでの活躍も描かれている。

### キャプテン翼 海外激闘編 IN CALCIO 日いづる国のジョカトーレ
『週刊ヤングジャンプ』2009年23号 - 47号まで連載、全2巻。
日向小次郎は出場機会を得るためにセリエC1のレッジアーナへ期限付き移籍をする。一方、葵新伍はインテルでのトップチーム昇格はならず同じくセリエC1のアルベーゼへ入団し、両者はセリエB昇格を賭けた試合で対戦する。また、赤嶺真紀も女子ソフトボールのオリンピック代表候補として再登場する。

### キャプテン翼 海外激闘編 EN LA LIGA
『週刊ヤングジャンプ』2010年11号から2011年21号および、最終章として2012年16号から同年19号まで掲載、全6巻。リーグ優勝を目指す翼の所属するバルセロナの激闘の模様を描く。
リバウールに代わってトップ下のポジションに定着した翼は敵地で行われるエル・クラシコに出場しナトゥレーザとの再戦に挑む。試合は一進一退の攻防の末に2-2のスコアで引き分けるが、勝負の行方を見守っていた牧師のミカエルはサッカーの魅力を実感し選手としての復帰を決意する。リーグ戦終盤、優勝の可能性を残すバルセロナはラドゥンガを擁するデポルティーボ・ラ・コルーニャ戦に勝利し、首位のマドリッドがヌマンシア戦に敗れたため勝ち点1差で首位に立つ。一方、ヌマンシアへ入団したミカエルはデビュー戦となったマドリッド戦において、ナトゥレーザを完封するなど実力の片鱗を見せる。

### キャプテン翼 ライジングサン
『グランドジャンプ』2014年3号から2019年24号 および、『グランドジャンプ増刊・キャプテン翼マガジン』Vol.1（2020年5月3日号）からVol.15（2023年2月4日号）まで掲載。
バルセロナでリーグ優勝を果たした翼がU-23日本代表のキャプテンとしてマドリッドオリンピックの優勝を目指すストーリーとなる。

### キャプテン翼 ライジングサン THE FINAL
『グランドジャンプ増刊・キャプテン翼マガジン』Vol.16（2023年5月4日号）から掲載。

### キャプテン翼 KIDS DREAM
『最強ジャンプ』2018年5月号から2021年5月号まで掲載、後に最終二話はYouTubeの「最強ジャンプチャンネル」にて掲載。『週刊少年ジャンプ』の創刊50周年を記念した企画に伴うリメイク作品。作画は戸田邦和が務める。

### キャプテン翼 BOYS DREAM
『グランドジャンプ増刊・キャプテン翼マガジン』Vol.11（2022年5月4日号）から連載。『KIDS DREAM』の続編で中学生編のリメイク。作画は戸田邦和が務める。

### キャプテン翼 MEMORIES 1 - 4
『グランドジャンプPREMIUM』2018年5月号に「キャプテン翼 MEMORIES〜これは南葛小VS修哲小 対抗戦当日に起こった話〜」として掲載された。南葛小と修哲小の対抗戦当日を描いたスピンオフ作品で、翼や若林をはじめ、対抗戦に関わる人々の人間模様が描かれた。
『グランドジャンプ増刊・キャプテン翼マガジン』の創刊に合わせてシリーズ化され、若林と見上の出会いを描いた「おれが若林源三だ!!!〜SGGKの誕生〜」（Vol.1からVol.2に掲載）、翼の両親である広大と奈津子の出会いから、東京にいた頃の翼や静岡へ引越してくるまでの経緯が描かれた「大空家の引っ越し<『キャプテン翼』エピソード0> 」（Vol.3からVol.6にかけて掲載）などが掲載されている。いずれも『キャプテン翼 MEMORIES 1』第1巻に収録。

### 短編集

#### ボクは岬太郎
1984年、『フレッシュジャンプ』5月号、6月号に掲載（前後編）。岬太郎を主人公とした番外編であり短編集VOL.2に表題作として収録され、のちに第1作の文庫版7巻や『GOLDEN-23』12巻にも収録された。
南葛SCでの全国大会優勝から1か月後、南葛市から引っ越した岬は転校先の西峰小でも活躍を続ける。一方で父・岬一郎は別れた妻・由美子と再会を果たし、彼女から岬を引き取りたいとの申し出を受ける。葛藤する岬親子だが一郎の絵画の修業のため共にフランスへ旅立つ、といった内容が描かれている。

#### キャプテン翼短編集 DREAM FIELD
本編のストーリーとは繋がらない番外編として描かれた短編作品を収録。なお、ほぼ全ての作品において試合の結末は描かれておらず、フェードアウトの形で終了している。
1巻
キャプテン翼2000 MILLENNIUM DREAM
『週刊ヤングジャンプ』2000年10月20日号増刊「がんばれ!ニッポン!五輪日本代表応援号」に掲載。
架空のゲーム内のストーリーという設定で、24歳の翼、日向、若林がオーバーエイジ枠でシドニー五輪日本代表に参加する。中田英寿や中村俊輔をはじめとした実在選手と共に、決勝でロベルト本郷の率いるブラジル五輪代表と対戦する。
キャプテン翼 ROAD TO 2002 Final Countdown
『週刊ヤングジャンプ』2002年7月1日号増刊「キャプテン翼日本勝ち増刊」に掲載。
2002 FIFAワールドカップに向けた最終テストマッチで、日本代表とオランダ代表が対戦するストーリー。今まで登場機会に恵まれなかったブライアン・クライフォートが満を持して翼と対決する。
キャプテン翼 GOLDEN DREAM
『週刊ヤングジャンプ』2004年34号、35号に掲載（前後編）。
FCバルセロナがアジアツアーで訪日しジュビロ磐田と対戦、長年の名コンビで親友同士だった翼と岬の黄金世代対決を描く。
2巻
キャプテン翼 25th ANNIVERSARY
『週刊ヤングジャンプ』2005年4・5合併号から6・7合併号、11号から13号に掲載。
Jリーグ百年構想の一環により作られた、東京港沖の総合サッカー育成施設と巨大スタジアムを併設したJアイランドと呼ばれる人工島を舞台に行われる日本代表対世界選抜戦を描く。出場選手は第1作から『ROAD TO 2002』までの登場人物の中から、『週刊ヤングジャンプ』誌上の読者投票を元に編成されたものである。
キャプテン翼 GOLDEN-23 JAPAN DREAM2006
『週刊ヤングジャンプ』2006年7月15日号増刊号「キャプテン翼 ファイト!日本増刊」に掲載。
2006 FIFAワールドカップに向けた壮行試合として、実在の日本代表と翼をはじめとしたU-23オリンピック日本代表との対決を描く。

### その他

#### キャプテン翼 読み切り版
『週刊少年ジャンプ』1980年18号に掲載。少年ジャンプの「第10回フレッシュジャンプ賞」に入選したことにより掲載が決まった。南葛中学の翼太郎は修哲中学の若林源三とは幼馴染だが、サッカーの才能に恵まれ名門中学に進学した若林に一度も勝ったことはない。ある日、幼馴染で南葛のマネージャーのアキが若林から交際を申し込まれていることを知る。太郎は中学生選手権の地区予選決勝で若林率いる修哲中学と対戦し、彼から得点を奪うことに執念を見せる、といった内容が描かれている。短編集VOL.1『100Mジャンパー』に収録された。

#### キャプテン翼 スペシャル編
1985年8月10日に刊行された別冊『キャプテン翼熱闘スペシャル』に「夢のブラジル・プロデビューの巻」と題して掲載。ブラジルプロ1部リーグの舞台でサンパウロFCの新監督・ロベルト本郷は日本人選手の大空翼を起用。日本人初のブラジルプロデビューを果たすと同時に初得点を決め、周囲の期待に応えるが夢オチで終わる。

#### キャプテン翼 GOLDEN-23 WISH FOR PEACE IN HIROSHIMA
『月刊ヤングジャンプ』2008年8月号から9月号に掲載。海外組を招集したU-23日本代表はオリンピックの壮行試合として広島ビッグアーチでUEFA欧州選手権優勝国のギリシャと対戦。日本はブンデスリーガ得点王のカゲスを擁するギリシャに苦戦するも後半に入り翼を起点に反撃に転じる、といった内容が描かれている。『キャプテン翼 GOLDEN-23』12巻に収録された。

#### キャプテン翼 ENDLESS DREAM
『週刊少年ジャンプ』2008年36号に掲載。少年ジャンプの40周年を記念した企画の一つとして掲載された。『キャプテン翼 海外激闘編 EN LA LIGA』2巻特装版の小冊子に収録 された他、『キャプテン翼 ライジングサン』13巻にも収録された。翼たち南葛SCが全日本少年サッカー大会で優勝した直後が舞台となっている。ロベルトや若林が旅立ち、元気のなくなった翼を励まそうと元南葛SCのメンバーらが集まり、若林の一時帰国を翼に知らせたところ、翼が南葛小VS修哲小の対抗戦2NDステージを発案。浦辺、岸田、および全日本少年サッカー大会で知り合ったメンバーがゲストプレーヤーとして招待された。2017年、『グランドジャンプPREMIUM』9月号に再掲。

#### キャプテン翼 特別編 LIVE TOGETHER 2010
『月刊ヤングジャンプ』2010年6月号に掲載。EXILEとのコラボ作品。アルゼンチンと翼率いる日本代表との、W杯に向けた国内最終テストマッチの前半終了後、ハーフタイムショーでEXILEが登場し、サッカー日本代表応援ソング「VICTORY」を歌う。

## 登場人物
大空翼（おおぞら つばさ）
本作の主人公。「ボールは友達」を信条とするサッカー少年。柔軟なボールタッチを生かしたドリブル突破、多彩なキックを生かしたゲームメイクを得意としている。ポジションは小学生まではフォワードを務めていたが中学生になってからはミッドフィールダーに転向した。楽天的だが時には強気な姿勢でチームを牽引する。
岬太郎（みさき たろう）
ポジションはミッドフィールダー。親友である翼と同様に柔軟なボールタッチを持ち味とし、彼との息の合ったコンビプレーを得意としている。温和な性格だが闘志を内に秘めるタイプ。
若林源三（わかばやし げんぞう）
ポジションはゴールキーパー。少年時代から専属コーチの下で英才教育を受けキーパーとしての高い資質を持ち、ペナルティエリア外からのシュートを決して許さない、という信念を持つ。
日向小次郎（ひゅうが こじろう）
ポジションはフォワード。翼とは対照的に力強さと勝利への執着心を前面に出し、直線的なプレーで得点を狙う。交通事故により父を亡くし、家計を助けながらサッカーに取り組む。
若島津健（わかしまづ けん）
ポジションはゴールキーパー。空手道の技術を応用したセービング、高い反射神経を生かしてゴールを守る。状況に応じて攻撃に加わるなど若林とは対照的なプレースタイルの持ち主。
松山光（まつやま ひかる）
ポジションは主にミッドフィールダー。北国という環境で培った強い精神力とキャプテンシーを生かしてチームを牽引する。
三杉淳（みすぎ じゅん）
ポジションは主にミッドフィールダー。様々なポジションをこなすユーティリティ性と高い戦術眼を持ち「フィールドの貴公子」と呼ばれる。その一方で心臓病のハンデを抱えている。
ロベルト本郷（ロベルト ほんごう）
元ブラジル代表のプロ選手であり、翼の師匠。試合中の事故が基で網膜剥離を患い現役を引退するが、翼を世界トップレベルの選手に育成することを目指す。
中沢早苗（なかざわ さなえ）
翼や石崎と同級生で「あねご」と呼ばれる男勝りの少女。小学時代は応援団に所属していたが翼に惹かれてファンとなり、中学ではサッカー部のマネージャーを務めている。
石崎了（いしざき りょう）
ポジションはディフェンダー。「顔面ブロック」などの根性を前面に出すタイプの選手。翼が南葛市に引越してきた際に最初に友人となった。
カール・ハインツ・シュナイダー
ポジションはフォワード。西ドイツ（後のドイツ）出身。強烈なシュート力と、高い決定力を有するストライカー。元プロ選手の父を持ち、技量に裏打ちされた誇り高さを兼ね揃える ことから「若き皇帝」と呼ばれる。
ファン・ディアス
ポジションはミッドフィールダー。アルゼンチン出身。「アルゼンチンの至宝」と称される天才プレーヤーで、ストリートで培った高度なドリブルテクニックや意外性のあるアクロバットプレーを得意とする。
エル・シド・ピエール
ポジションはミッドフィールダー。フランス出身。高い技術を生かし多彩なキックで中盤を操ることから「フィールドのアーティスト」の異名を持つ。

## 用語
対抗戦
関連作品 - 『キャプテン翼』
静岡県南葛市内にある公立の南葛小学校と私立の修哲小学校の全スポーツクラブが参加して争われる競技大会で、翼らの世代では第26回大会にあたる。
全日本少年サッカー大会
関連作品 - 『キャプテン翼』
東京都にあるよみうりランドで開催された小学生年代・ジュニア年代（第4種）の全国大会。全国から参加した各都道府県の代表48チームを6チームごと8グループに振り分けリーグ戦を戦い、各組の上位2チームが一発勝負の決勝トーナメントへ進出し優勝を決める。
全国中学生サッカー大会
関連作品 - 『キャプテン翼』
埼玉県大宮市にある埼玉県営大宮公園サッカー場を中心とした3会場で開催された中学生年代・ジュニアユース年代（第3種）の全国大会。予選参加2246校の中から勝ち抜いた各都道府県の代表47チームが一発勝負のトーナメント方式により優勝を決める。
フランス国際ジュニアユース大会
関連作品 - 『キャプテン翼』
フランスの首都パリにあるパルク・デ・プランスで開催された中学生年代・ジュニアユース年代（第3種）の国際大会。世界各国から参加した12チームを3チームごと4グループに振り分けリーグ戦を戦い、各組の上位1チームが一発勝負の決勝トーナメントへ進出し優勝を決める。
ワールドユース選手権
関連作品 - 『キャプテン翼 ワールドユース編』
20歳以下の年代の世界一を決める大会。当初はアフリカのブルンガ共和国（架空の国家）で開催される予定だったが、内戦の影響により、日本で代替開催されることになった。
リーガ・エスパニョーラ
関連作品 - 『キャプテン翼 ROAD TO 2002』 、『キャプテン翼 GOLDEN-23』、『キャプテン翼 海外激闘編 EN LA LIGA』、『キャプテン翼 ライジングサン』
スペインのプロサッカーリーグ。翼やリバウールらを擁するバルセロナ、ナトゥレーザらを擁するR・マドリッド などが所属する。
マドリッドオリンピック
関連作品 - 『キャプテン翼 GOLDEN-23』、『キャプテン翼 ライジングサン』
国際オリンピック委員会の主催で行われる夏季オリンピックの男子競技。23歳以下の年代の世界一を決める大会だが、オーバーエイジ枠の選手を1チームにつき最大3名追加することが可能となっている。開催国のスペインをはじめ各地域の予選を勝ち抜いた16チームにより争われる。

## 舞台
小学生編や中学生編では静岡県南葛市という架空の都市を舞台としているが、「南葛市」「南葛SC」「南葛中学校」などの名称は高橋の出身校である東京都立南葛飾高等学校に、若林らが小学校時代に所属していた「修哲小学校」の名称は修徳高等学校に因んでいる。この他にも作品内には土手のある河川敷など、葛飾区内の風景が色濃く描写されているという。小学生編の全日本少年サッカー大会の会場としてよみうりランドのサッカー場でのプレーが描かれたが実際の大会においても2000年代まで、このサッカー場が使用された。
中学生編の第16回全国中学生サッカー大会の会場としてさいたま市大宮公園サッカー場（当時の名称は埼玉県営大宮公園サッカー場）でのプレーが描かれた。実在の全国中学校サッカー大会では1970年の第1回大会から 1981年の第12回大会までは同サッカー場をメイン会場として使用していたが、第13回大会からは単一の会場ではなく地域ブロックによる持ち回り制に変更している。高橋は「連載当時の国内では数少ないサッカー専用スタジアムであり、ピッチとスタンドの距離が近いため試合が観やすく、漫画にする際には描きやすかった」と評している。
また、続編の『キャプテン翼 ROAD TO 2002』以降はスペインのバルセロナを舞台にしているが、これについて高橋は「自分がスペインが好きだった」「1998年にフランスで行われた1998 FIFAワールドカップを観戦に訪れた際に、フランス国内で宿が確保できず、バルセロナのホテルに宿泊した。バルセロナ滞在中にカンプ・ノウスタジアムを訪れたところ「翼がここで毎試合プレーをしたら楽しいだろう」とイメージが湧いた」ことを理由に挙げている。

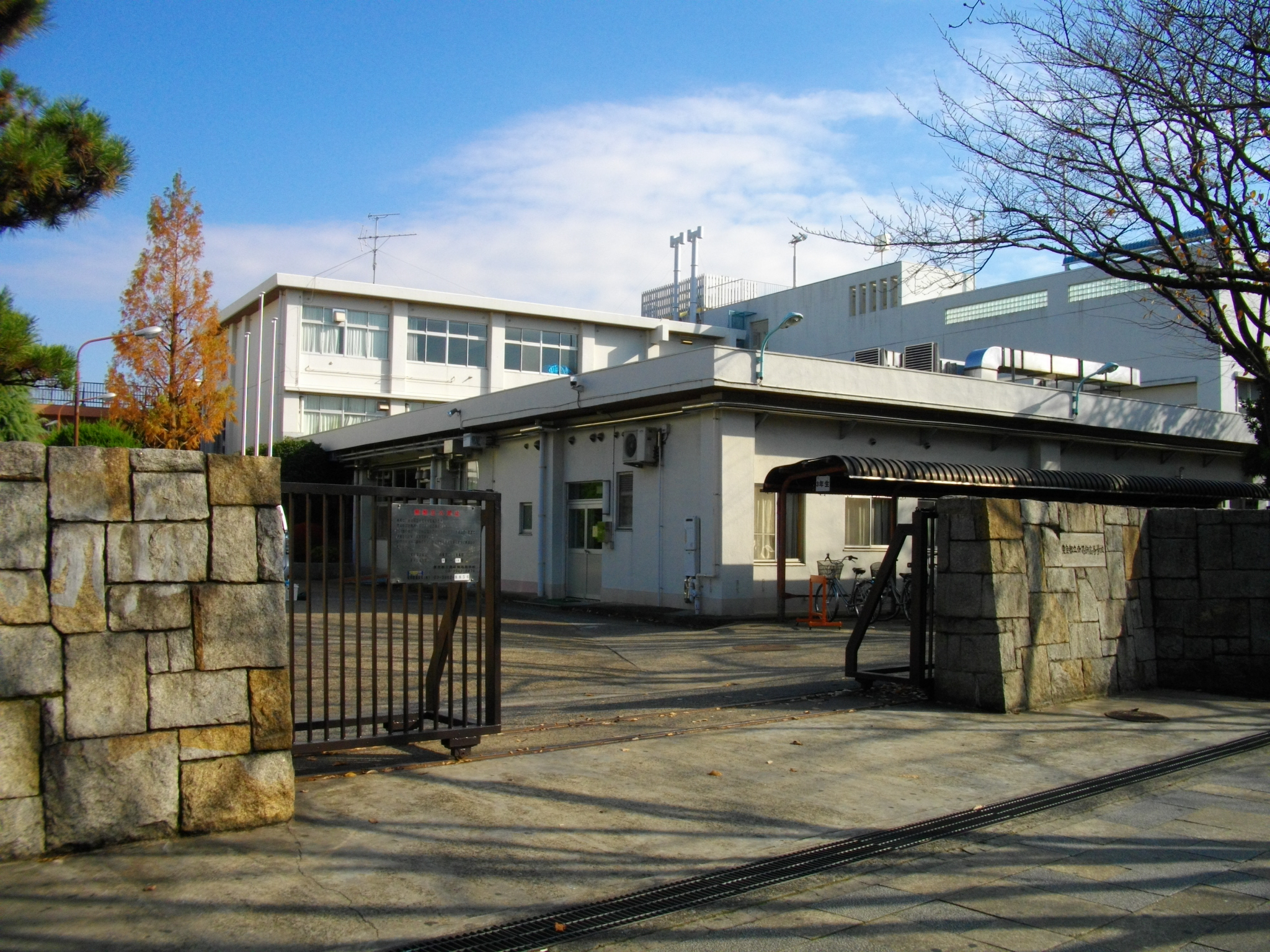
南葛の由来となった東京都立南葛飾高等学校
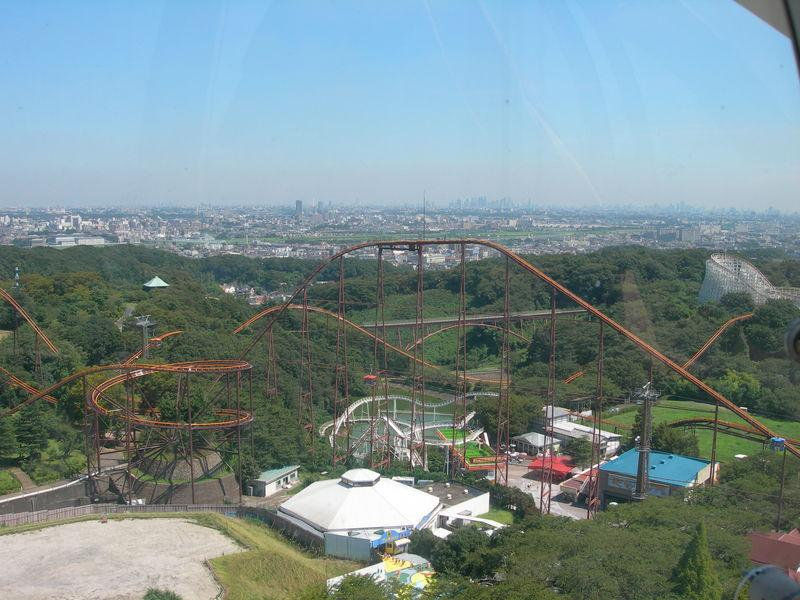
小学生編の舞台となったよみうりランド
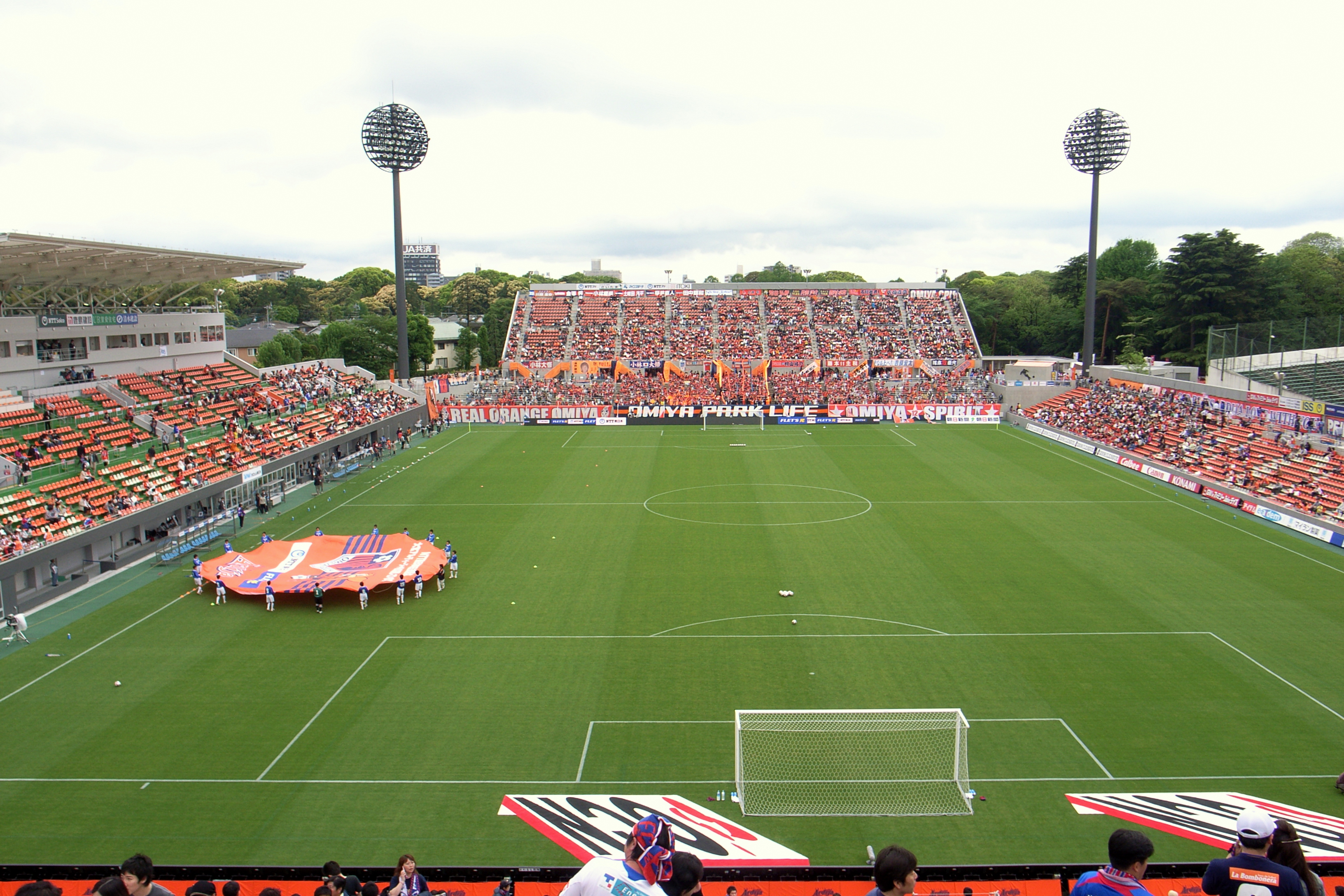
中学生編の舞台となった大宮公園サッカー場
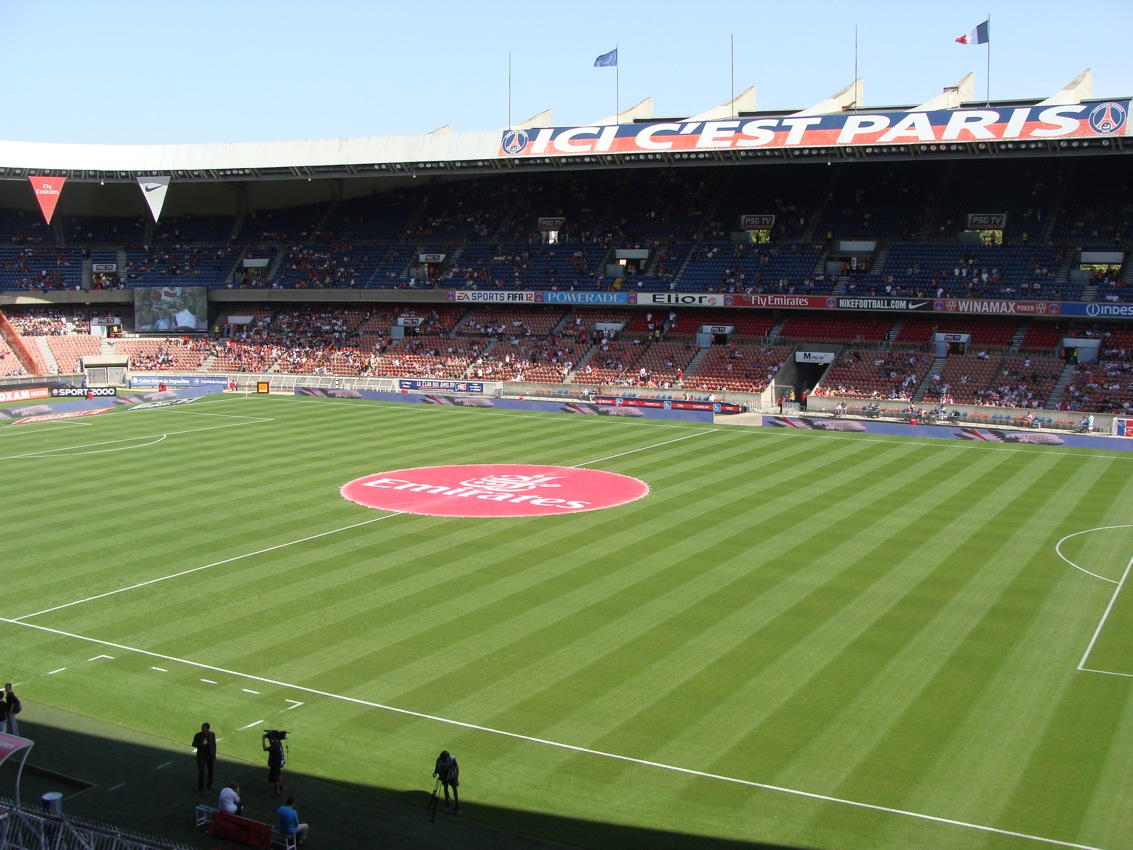
第1回フランス国際Jrユース大会の舞台となったパルク・デ・プランス
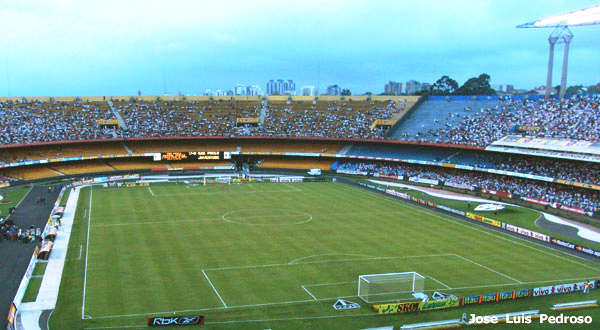
翼がプロデビューしたサンパウロFCの本拠地エスタジオ・ド・モルンビー
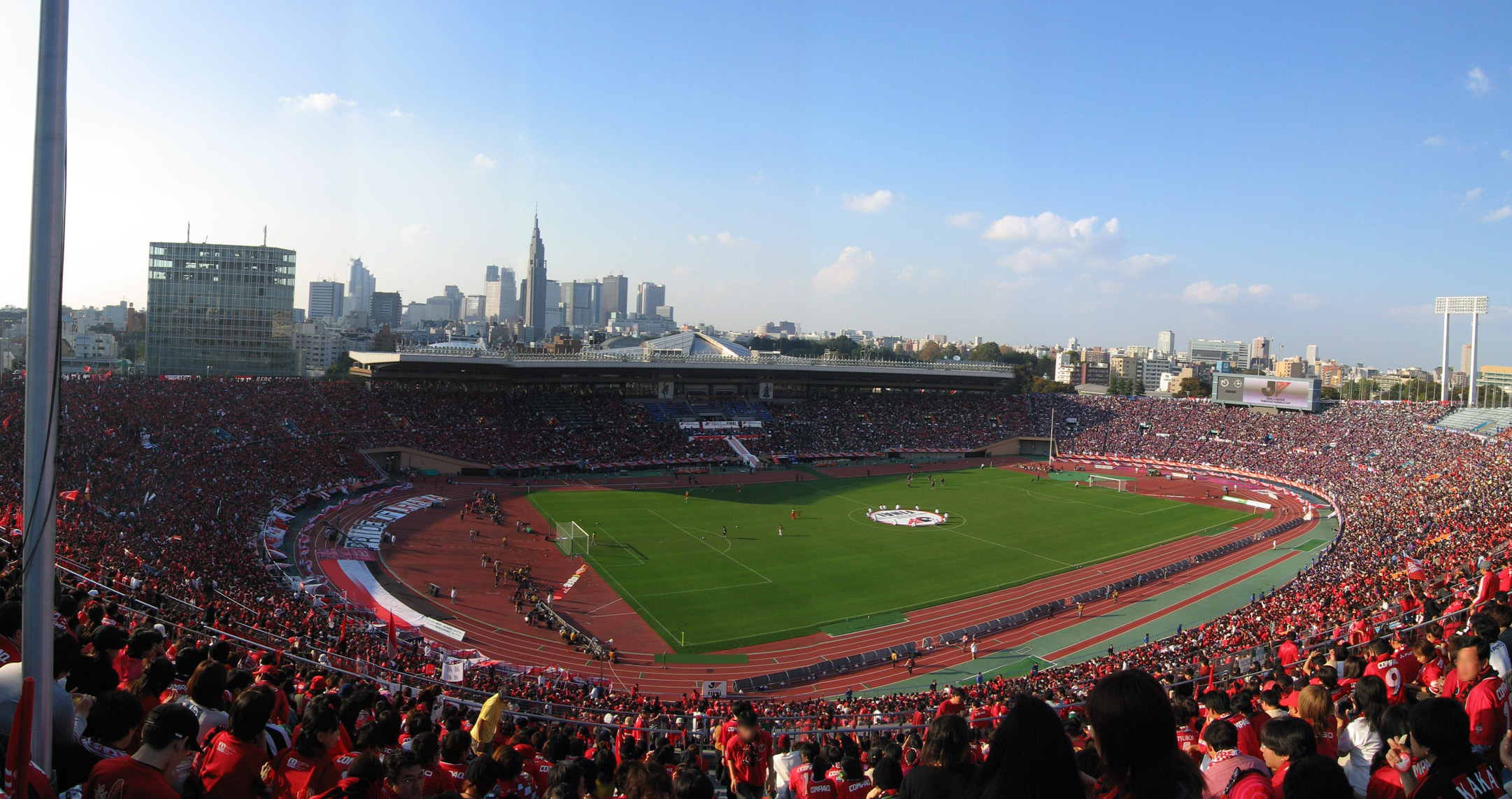
ワールドユース編などの舞台のひとつ国立霞ヶ丘競技場陸上競技場
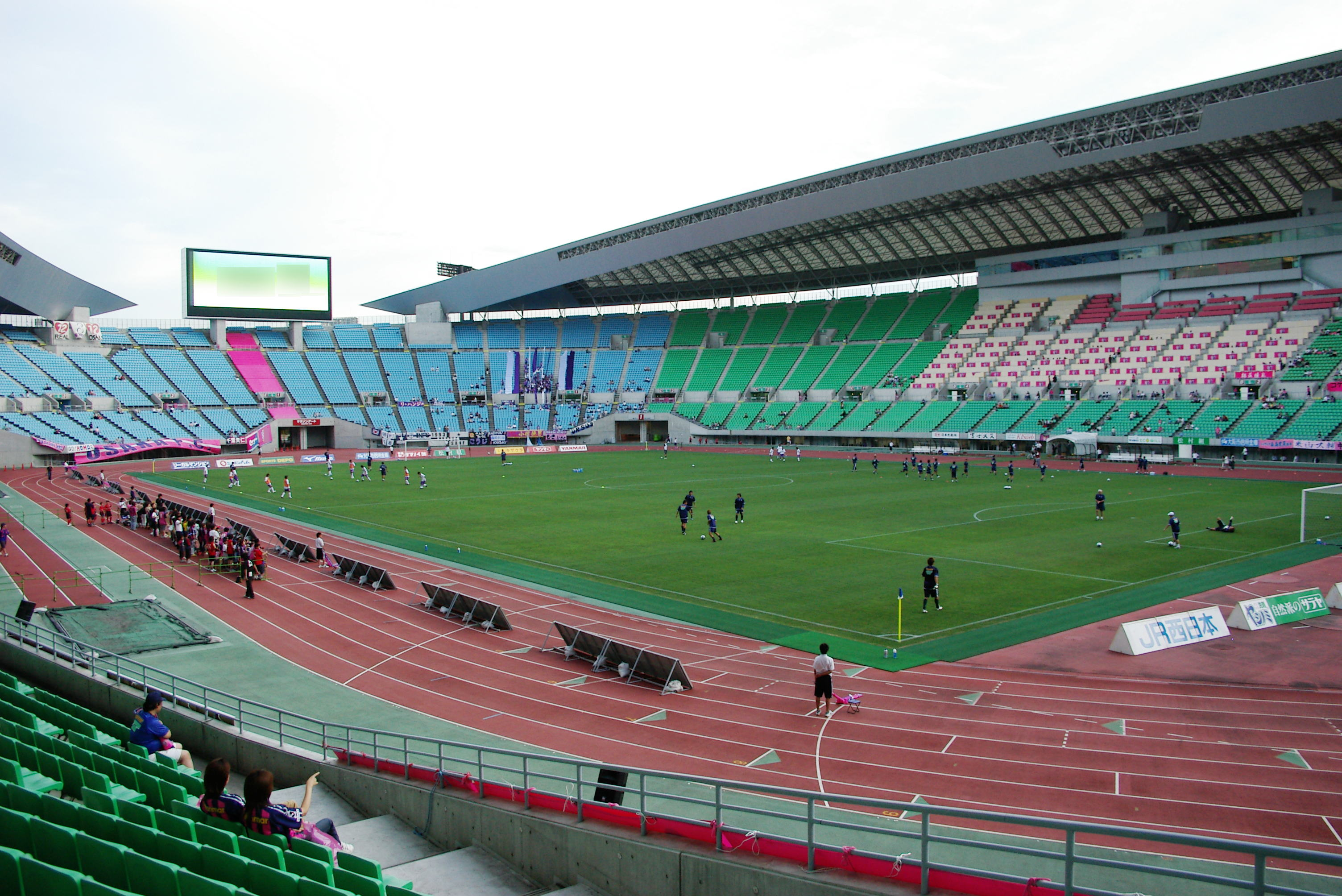
ワールドユース編の決勝戦の舞台となった長居陸上競技場
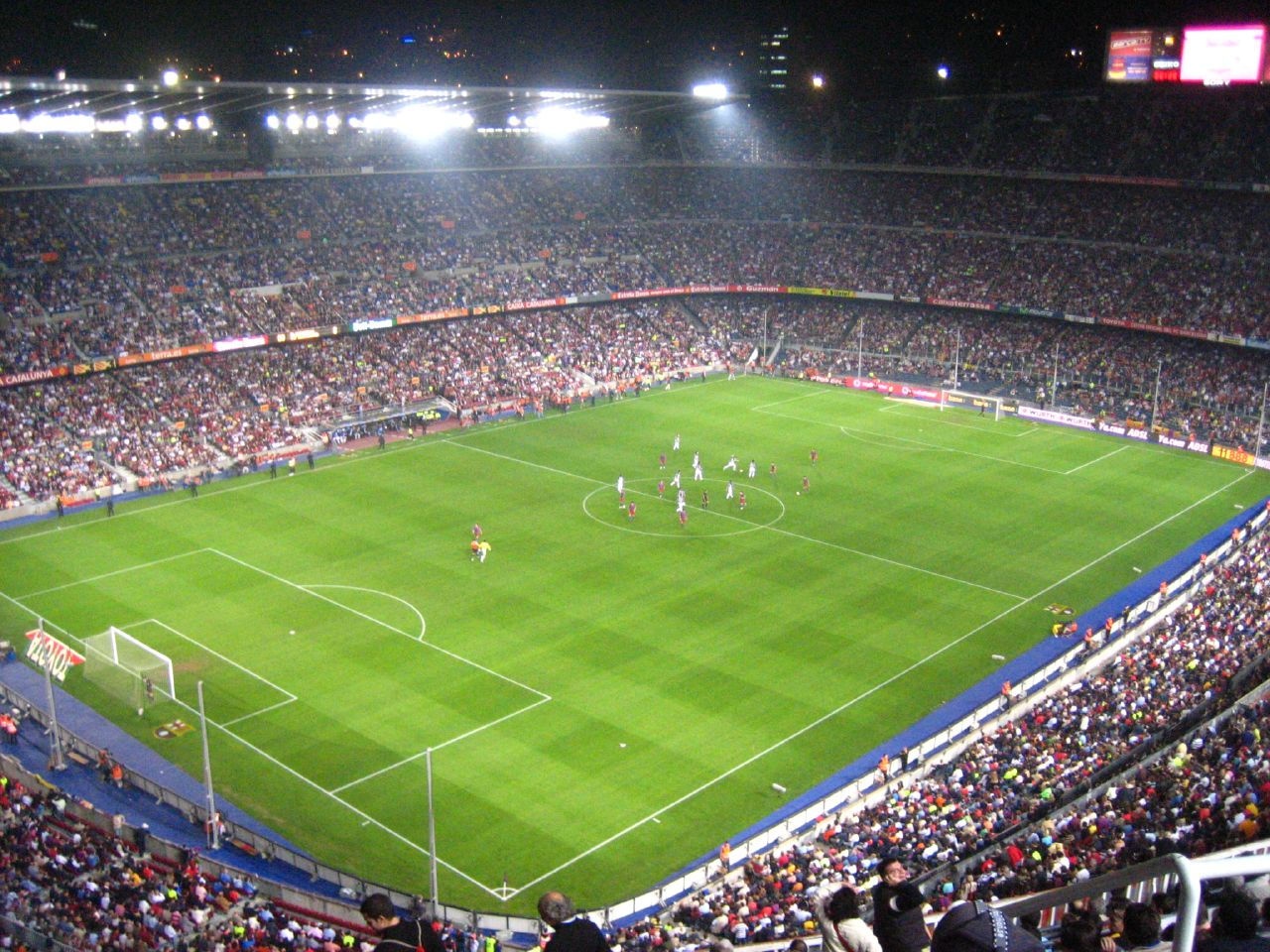
ROAD TO 2002以降の舞台のひとつカンプ・ノウ

## 連載時の反響
1981年から1988年にかけての『キャプテン翼』連載時には少年少女を問わず反響があり、1983年に開始されたテレビアニメの影響もあって、サッカーブームが到来した。子供たちは作品内に登場する「オーバーヘッドキック 」「ドライブシュート」「翼と岬のコンビネーションプレー」「タイガーショット」「スカイラブハリケーン」などのプレーを実際に模倣し、スポーツ用品店からはサッカーボールが品切れとなり、サッカー少年団への入部希望者が急増 するなどの社会現象が発生した。この作品に影響され、サッカーを始めた少年たちは数多く存在しており、連載開始時の1981年に行われた調査では日本サッカー協会に登録された小学生の選手数は約11万人だったのに対し、連載終了時の1988年に行われた調査では約2倍となる24万人に増加した。当時のサッカーブームについてサッカー解説者であり指導者のセルジオ越後は次のように評している。

## アニメ
これまでテレビアニメが4回、映画が5回、OVAが1回、発表されている。1983年から放送された第1作目のアニメでは原作『キャプテン翼』の小学生編から中学生編までが描かれたが、テレビ東京開局以来のヒットと称され最高視聴率21.2%を記録し、日本国内にサッカーブームを起こした。また、世界50か国以上でテレビ放送されるなど世界中で親しまれている。
1994年から放送された第2作目のアニメでは原作の『キャプテン翼』小学生編から『キャプテン翼 ワールドユース編』のアジアユース編まで、2001年から放送された第3作目のアニメでは原作の『キャプテン翼』、『キャプテン翼 ワールドユース編』の一部、『キャプテン翼 ROAD TO 2002』の一部に相当するエピソードが描かれた。2018年4月から放送された第4作目のアニメでは設定を現代に移し、原作『キャプテン翼』の中学生編までが描かれ、その後2023年10月より、第4回リメーク版のシーズン2として「ジュニア・ユース編」が放送されている。
1985年から1986年に公開された4本の映画は全てオリジナル作品で、原作『キャプテン翼』の小学生編から中学生編の時期を舞台に全日本選抜と外国チームとの対決が描かれた。1989年から1990年にかけて発売されたOVAでは原作の『キャプテン翼』のジュニアユース編に相当するエピソードが描かれ、1994年に「ジャンプ・スーパーアニメツアー'94」のために製作された映画では「最強の敵!オランダユース」編が描かれた。

## ゲーム
ゲーム版は1988年4月28日にテクモから発売されたファミリーコンピュータ専用ソフト『キャプテン翼』を皮切りにバンダイやコナミから複数のシリーズが発売された。また、携帯電話向け事業を扱うKLabからもソーシャルゲームサービスが提供されている。その多くは原作漫画に準拠した内容だが、1990年代に発売されたテクモ版のシリーズ作品は原作漫画の終了後のオリジナルストーリー、オリジナルキャラクター、オリジナル必殺シュート、オリジナルの名セリフが描かれるなど独自の進化を遂げ、一部ファンの間で支持を集めたといわれている。

## 小説
小説版は第1巻が2013年12月5日に集英社みらい文庫より刊行された。この作品は翼らの小学生時代の活躍を描いたもので、執筆は『おおかみこどもの雨と雪』のアニメ絵本を手がけたワダヒトミが担当している。なお、2014 FIFAワールドカップが開催される2014年6月までに全3巻が刊行された。
続編として中学生編が上下巻で2018年12月21日（上巻）・2019年1月24日（下巻）に発売された。

## 演劇
2017年に「超体感ステージ 『キャプテン翼』」として舞台化された。同作が舞台化されるのは初であり、ダンス・マーシャルアーツ・イリュージョン・バーチャルリアリティなどを駆使し五感で楽しめるステージとなる。総合演出は蛯名健一が務める。脚本・演出アドバイザーは加世田剛が手掛け、振付は松永一哉が担当する。
上演期間・会場
2017年8月18日 - 9月3日（Zeppブルーシアター六本木）
スタッフ
- 総合演出 - 蛯名健一
- 脚本・演出アドバイザー - 加世田剛
- 振付 - 松永一哉

キャスト
| - 大空翼 - 元木聖也 - 若林源三 - 中村龍介 - 日向小次郎 - 松井勇歩 - 岬太郎 - 鐘ヶ江洸 - 三杉淳 - 鷲尾修斗 - 若島津健 - 渡辺和貴 - 石崎了 - 輝山立 - 松山光 - 反橋宗一郎 - 早田誠 - 土井一海 - 新田瞬 - 加藤真央 - 立花政夫 - 大曽根敬大 - 立花和夫 - 廣野凌大 | - 次籐洋 - 皇希 - ロベルト本郷 - 田中稔彦 - 見上辰夫 - 瀬川亮 - デューター・ミューラー - 伊阪達也 - カール・ハインツ・シュナイダー - 北村悠 - エル・シド・ピエール - 西馬るい - カルロス・サンターナ - AKI - エイブ・レオン（オリジナル） - 松永一哉 - ノエル・ポポロ（オリジナル） - 斎藤准一郎 - アルフレッド山守（オリジナル） - 阿部丈二 - アンサンブル - 高澤礁太、西田直樹、正宗雄太、水島勇貴、片山大樹 |

## その他の展開

四つ木つばさ公園に設置されている「大空翼」のブロンズ像

連載30周年記念
2010年には連載30周年を記念し、コンピレーション・アルバム『キャプテン翼30周年記念 THE BEST SOCCER SONGS 激闘サムライブルー』や、ゲームソフト『キャプテン翼 激闘の軌跡』が発売された。
フットサルコート
2010年6月、神奈川県横浜市中区に多目的フットサルコートの「キャプテン翼スタジアム」が開設された。このコートは土地契約上の問題のため3年間の期間限定で運営されたもので2013年1月に閉鎖されたが、2016年の時点では東京都北区に「キャプテン翼スタジアム東京北」、横浜市中区に「キャプテン翼スタジアム横浜元町」、大阪府大阪市淀川区に「キャプテン翼スタジアム新大阪」、同天王寺区の天王寺公園内に「キャプテン翼スタジアム天王寺」が運営されている。
葛飾区での町おこし
2013年3月には作者の高橋陽一の出身地である東京都葛飾区四つ木に、小学生時代の大空翼をモデルにした銅像が設置された。さらに2014年3月には「石崎了」「日向小次郎」「ロベルト本郷と大空翼」「中沢早苗」「岬太郎」「若林源三」「大空翼」の合計7体の銅像が同区内に設置された。
四つ木にある商店街の一部は「つばさ通り」と改称され大空翼の姿が描かれたタペストリーが設置されている。また、同年6月12日からは翼、若林、日向らの姿が描かれたラッピングバスの運行がはじまり、都営バスと京成タウンバスの計2台が葛飾区や墨田区や千葉県市川市などの区間を走行している。また、東立石の洋菓子店「パティスリー N コトブキ」では「キャプテン翼サブレ」を製造・販売し、西新小岩のタクシー事業者である「かすみ交通」では、南葛SCとのコラボレーションでキャプテン翼（南葛SC）仕様にラッピングされた日産・NV200のタクシーを1台運行している。
2019年2月には京成押上線四ツ木駅にキャプテン翼のラッピングが施され、同年3月1日に主題歌の『燃えてヒーロー』を列車接近メロディとして導入した。
キャプテン翼DREAM PROJECT2014
2014年、『キャプテン翼 ライジングサン』の連載に併せ「キャプテン翼DREAM PROJECT2014」と題し、同年6月から開催された「キャプテン翼展」、日本プロサッカーリーグとのコラボレーション などの企画が展開された。
CRキャプテン翼
2015年8月、サンセイアールアンドディからパチンコ台「CRキャプテン翼 南葛V3激闘編」がリリースされた。作者の高橋によれば2000年ごろからパチンコ化のオファーがあり、そのころは子供向け漫画とのタイアップということでオファーを断っていたが、「東日本大震災から復興していく段階で、娯楽やエンターテインメントが人々の励みになるのではと思ってOKした」としている。
ステンドグラス
2018年3月11日、埼玉スタジアム2002の最寄り駅である浦和美園駅に同作の登場人物99人が描かれたステンドグラスが設置された。この作品は横約20メートル、縦約1メートル60センチにおよぶ大きさのもので、主要登場人物のほか国内外のライバルたちがプレーする姿が描かれている。除幕式には、さいたま市長の清水勇人、作者の高橋、日本サッカー協会会長の田嶋幸三、Jリーグチェアマンの村井満、近隣高校のサッカー部員と幼稚園児らが出席した。
ライセンス管理
2016年、作品ライセンスの管理を目的として新会社「株式会社TSUBASA」が設立され、現在キャプテン翼に関する各種ライセンスは当該会社が全世界を含めて管理している。代表取締役社長は、作者の高橋と親交があり、株式会社フロムワンの代表取締役およびサッカーキング統括編集長だった「岩本義弘」が務めている。
2021年、スポーツと漫画による社会貢献事業を目的とした新組織「一般財団法人キャプテン翼財団」を設立（2025年より公益財団法人に移行）。児童・幼児向けサッカー教室や各種講演・イベントを実施している。
広告への起用
2006年、トヨタ自動車の「トビラを開けよう」キャンペーンのテレビCMに同作の登場人物と原作者の高橋が登場した。

## 影響

### 漫画・ゲーム作品
『キャプテン翼』が登場する以前にはサッカー漫画やサッカーを題材とした作品は少なからず存在し、1970年代初頭に『赤き血のイレブン』（作：梶原一騎・作画：園田光慶・深大路昇介）が人気作品となったが一過性の流れに過ぎず、漫画界においてサッカーを題材とした作品は減少していた。そうした時代背景の中、本作品が登場しサッカー競技者だけでなく一般の読者に対してもサッカーの基礎的なルール、ポジション、技術、戦術を掲示する技術書的な役割を果たし、後のサッカー漫画の先鞭を着ける形となった。また、日本国内において培われてきたアクション漫画やスポーツ漫画の手法を取り入れアレンジすることで、競技と漫画との表現の相性が芳しくなく未開拓分野と呼ばれていたサッカー漫画のスタイルを確立した。
2008年8月、ニンテンドーDS用サッカーRPG『イナズマイレブン』（レベルファイブ）が発売された。この作品は、『キャプテン翼』が1980年代にサッカーブームを起こし、数多くのサッカー選手を生み出したことに因み、「ターゲット層である子供達の中から将来の日本代表選手を生み出す」ことを企図したものであり、ゲームソフトを中心に漫画、アニメ、カードゲームなどのメディアミックス展開を実施した。この作品は『キャプテン翼』に影響を受けて育った世代の子供に相当する小学生の間で人気を獲得し、以降も長年にわたりシリーズ化されている。

### サッカー選手
川口能活や中田英寿 などの日本代表経験者を筆頭に、団塊ジュニア以降の世代には『キャプテン翼』の影響でサッカーを始めたことを公言する選手が数多く存在する。
本作品の影響は日本だけに留まらず世界各国にも及び、ジネディーヌ・ジダン、ティエリ・アンリ、セバスティアン・フレイ、キリアン・エムバペ（以上フランス代表）、アレッサンドロ・デルピエロ、フランチェスコ・トッティ、ジェンナーロ・ガットゥーゾ、ジャンルカ・ザンブロッタ、フィリッポ・インザーギ（以上イタリア代表）、リオネル・メッシ、セルヒオ・アグエロ（以上アルゼンチン代表）、カカ （ブラジル代表）、フェルナンド・トーレス 、アンドレス・イニエスタ 、シャビ （以上スペイン代表）、アレクシス・サンチェス （チリ代表）、ハメス・ロドリゲス （コロンビア代表）、ルーカス・ポドルスキ（ドイツ代表）がファンであることや影響を受けたことを公言している。
日本のサッカー界ではミッドフィールダーに人材が集まる傾向があり、フォワードの人材難という問題を引き起こしているが、その問題の要因には『キャプテン翼』が関連しているのではないかという指摘がある。作品内で翼はロベルト本郷の教えに従い中学に進学するとセンターフォワードから攻撃的MFに転向したが、高橋はこの転向の理由について「中盤にポジションを移せばボールに触れる機会が増えるし、1980年代当時はアルゼンチンのディエゴ・マラドーナやブラジルのジーコらといったスター選手が、このポジションで活躍していた」ことを挙げている。
こうした問題について「新たなフォワードの人気キャラクターを創出し、子供達の憧れの対象とすることで解決すべきだ」とする指摘があり、高橋は2002年にフォワードを主人公とした『ハングリーハート WILD STRIKER』（週刊少年チャンピオン）を連載。2005年から2008年に連載された『キャプテン翼 GOLDEN-23』では、スポーツライターの乙武洋匡からの「将来、日本の得点力不足が解消されるようなフォワードを描いてほしい」との依頼に応じて、主要登場人物の1人である若島津健をゴールキーパーからフォワードへ転向させた。

### サッカークラブ

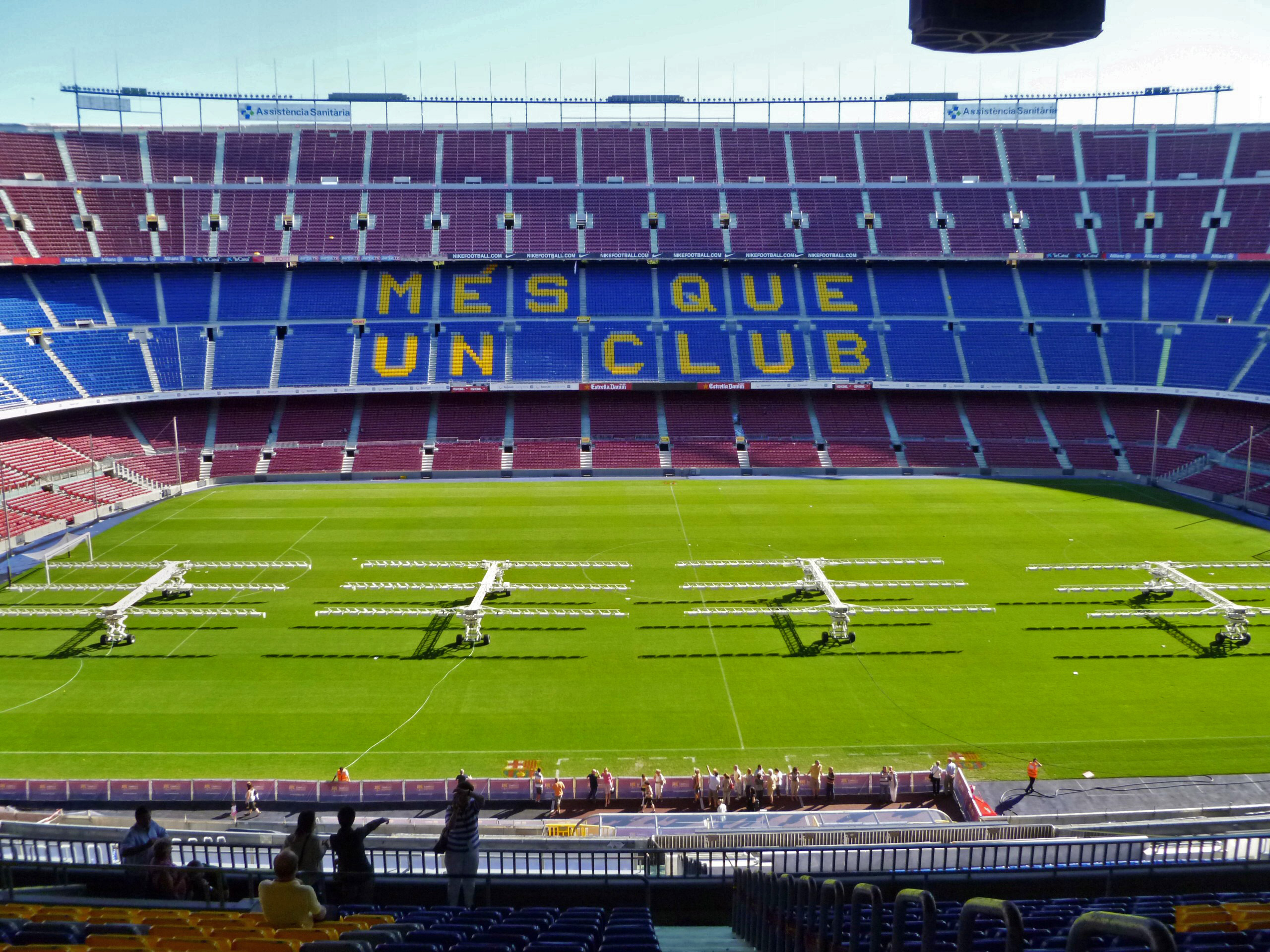
主人公の大空翼が公式に所属するFCバルセロナの本拠地 カンプ・ノウ

2001年から連載された『キャプテン翼 ROAD TO 2002』では主人公の大空翼がスペインのFCバルセロナでプレーする姿が描かれた。当初、主人公の翼は架空のクラブ「バルセロナ」に所属する設定であったが、彼を実際のFCバルセロナへ移籍させ、公式にFCバルセロナの選手にするコラボレーションが企画された。この企画について当初、出版元の集英社からは懸念が示されていたが、本作品が世界各国でアニメ放送をされ人気を獲得していた影響や、低迷期にあったバルセロナ側には復調の起爆剤にしたいという思惑もあり、交渉は滞りなく成立した。
2004年1月に高橋がクラブに招待され、会長のジョアン・ラポルタ（当時）との間で翼の入団会見が執り行われると、翌日の地元紙ではこの模様が一面で報じられるなど、反響を呼んだ。これに対して、FCバルセロナと伝統的にライバル関係にあるレアル・マドリードの幹部が「なぜ、我がクラブに翼を入団させなかったのか」と高橋に抗議したといわれている。
FC東京のサポーター達は、本作品の主要登場人物である三杉淳が東京都の「武蔵FC」出身ということもあり、彼の女性ファンが作品内で持参していた「三杉淳ファンクラブ」という横断幕をスタジアム内で掲げ、1999年頃から三杉を実際に入団させようとする活動を始めた。こうした活動を受けてクラブ側は2001年3月10日に行われた東京ヴェルディ1969との開幕戦において、三杉を特別招待するイベントを開催した。
2005年には、この作品にちなんだ芸能人女子フットサルチーム「南葛YJシューターズ」（後に南葛シューターズと改称）が結成され、芸能人女子フットサルリーグ「スフィアリーグ」に参加。作者の高橋が監督を務めている。

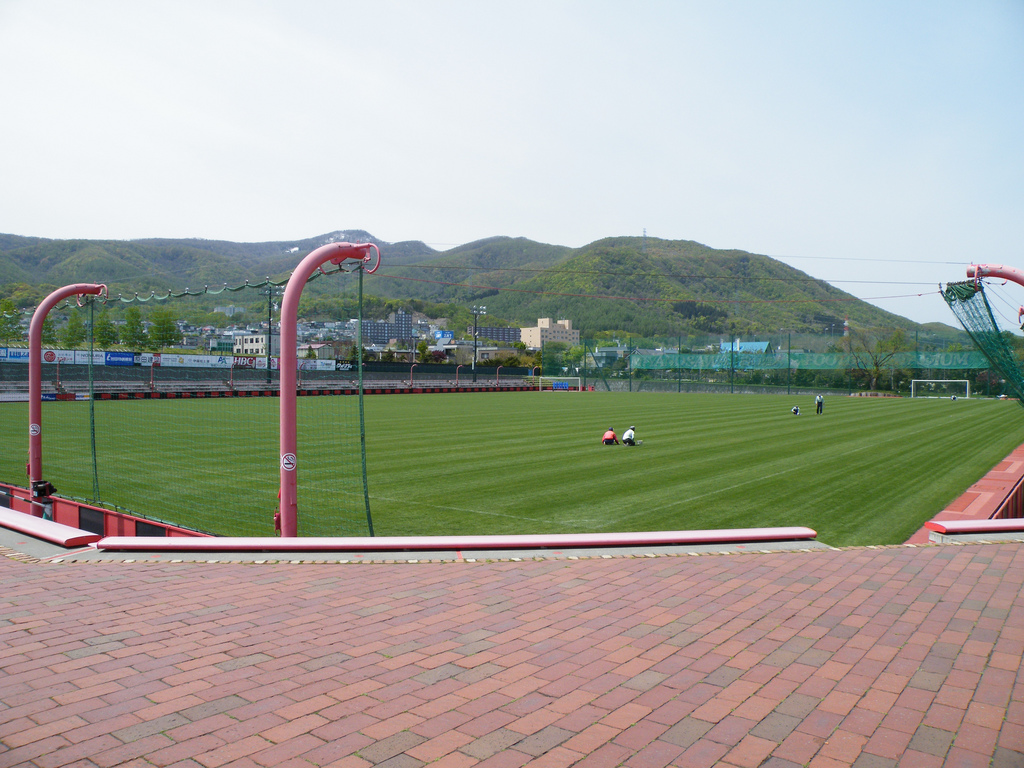
主要登場人物の松山光が公式に所属するコンサドーレ札幌の練習グラウンド・宮の沢白い恋人サッカー場

2013年12月14日、作者の高橋の地元である東京都葛飾区に翼らが小学校時代に所属していた選抜チームにちなんだ「南葛SC」というサッカークラブが結成された。同クラブは後援会長を務める高橋の提案により東京都社会人サッカーリーグ3部に所属していたサッカークラブ「葛飾ヴィトアード」を改称したもので、ユニフォームも原作漫画と同じ白地に青いラインの入ったデザインに変更された。総監督には元修徳高等学校監督の向笠実が就任し、2020年までのJ3リーグ昇格を目標として掲げていた。実際にはこのペースでの昇格は実現せず、2024年時点で南葛SCが到達したリーグは2022年から所属する関東サッカーリーグ1部となっているが、FIFAワールドカップに日本代表として出場した経験を持つ稲本潤一や今野泰幸をはじめとした多くの元Jリーガーを集めて強化が図られ、2024年シーズンからは風間八宏が監督を務めている。また、2023年2月には葛飾区が日本私立学校振興・共済事業団と協定を結んで同区内にある総合運動場の用地取得に向けた準備を正式に開始し、2024年3月19日に土地の売買が完了した。同地では南葛SCがJ1リーグに昇格しても本拠地として使用できる収容人員1万5千人のサッカー専用スタジアムを中核とした施設整備が検討され、「街おこし」の中核と位置付けられている。
2014年1月19日、コンサドーレ札幌は本作品の主要登場人物である松山光の正式入団を発表し背番号36を与えた。また、同クラブの運営会社・北海道フットボールクラブ代表取締役社長の野々村芳和（当時）は、松山の入団に伴い「松山光プロジェクト」と題した選手育成プロジェクトをスタートする方針を示した。このプロジェクトは集った支援金を基に育成費やチーム強化費に充て、北海道から松山のような日本を代表する選手を輩出することを企図したものである。
2018年9月1日、FC岐阜は本作の登場人物・葵新伍の「FC岐阜ドリームプレイヤー」としての入団を発表し、背番号20を与えた。

### 国際社会
2001年に公開されたチャウ・シンチー映画『少林サッカー』は登場人物が少林拳を駆使してサッカーの試合に挑む内容であり、超人的なプレーが数多く登場するのが特徴だが、監督兼主演俳優の周星馳は「『キャプテン翼』にインスピレーションを得たものであり、サッカーとカンフーを組み合わせるアイデアは長年に渡って温めていた。しかし、それは漫画でのみ可能な表現で、今日のようにCG技術が発達するまで待たなければならなかった」と発言している。
本作品は世界各国で翻訳されており、集英社が出版権契約を結んだ10か国以外の国においても海賊版が出回るなど、相当数の国家で愛読されていると推定されている。 またアニメ版は、イタリアでは『オーリ・エ・ベンジ』(Holly e Benji)、スペインでは『オリベル・イ・ベンヒ』(Oliver y Benji)、フランスでは『オリーヴ・エ・トム』(Olive et Tom)といった題名で放送され人気を獲得している。なお、イタリア、スペイン、フランスでのタイトルの意味は『翼と若林』である。この他に、2001年3月にフランスのサッカー雑誌『フランス・フットボール』の表紙を飾ったこともある。
韓国ではソウル文化社により翻訳されているが、登場人物らの日本代表での躍進を読みたがらないという国民感情からジュニアユース編以降は出版されていない。
イラク戦争の復興支援として、2004年1月に日本の自衛隊による国際連合平和維持活動派遣が始まったが、首都バグダッド東南部に位置するサマーワでは、日本とイラクの友好関係をアピールする目的として、外務省のODAにより支給された給水車に高橋陽一と集英社の許可を取り付けた上で『キャプテン翼』のイラストが描かれた。これはイラクでサッカー人気が高いことや、同作品が『キャプテン・マージド』 (Captain Majed) という題名で中東全域で広く知られていたことに由来している。2006年には国際交流基金は外務省の協力を得て、イラク・メディア・ネットワークに対し、テレビアニメのアラビア語吹き替え版を無償提供した。
2016年8月、ブラジルではリオデジャネイロオリンピックが開催されたが、閉会式では2020年の東京オリンピックを紹介する演目「トーキョーショー」が披露された。この演目においてイメージ映像が流れた際、『ドラえもん』、『ハローキティ』、『パックマン』、『スーパーマリオブラザーズ』などの日本のアニメ・ゲーム作品と共に本作品の登場人物が登場。翼や岬太郎がツインシュートを行う場面や、リオデジャネイロへ赤いボールを届けるリレーの中で、翼がオーバーヘッドキックでボールを繋げる場面が描かれた。

### 二次創作
1980年代の『キャプテン翼』連載当時、女性読者を中心に、「キャプ翼もの」と呼ばれる本作を題材とした同人誌（二次創作）がブームになった。その多くはいわゆる「やおい」であり一般的なパロディとも異なり、登場人物同士による同性愛的な関係を扱った内容が多く、『週刊少年ジャンプ』の担当編集者は創作者に対して1987年9号の目次コメントにおいて「これ以上キャラを傷つけないで下さい」と自重を求めた。これは登場人物間の友情や信頼、あるいはライバル間の敵対心や執着心を恋愛感情に読み換えたことによるもので、本作品のほかにも「友情・努力・勝利」を中心テーマとした『週刊少年ジャンプ』の作品が題材として取りあげられる傾向が強い。精神科医の斎藤環は一連の現象について「女性おたくにとってのセクシュアリティとは何かを考える上で、きわめて示唆的な現象といえる」、社会学者の宮台真司らは「関係のインフレ」と評している。なお、本作品の二次創作化については漫画原作よりも配色や声や動作が加味され、固定的なイメージが得やすいアニメ版からの影響が強いことが指摘されている。

## 評価
元日本サッカー協会会長の川淵三郎は本作品の後世への影響について次のように評している。
前述のように、本作品は世界のトップ選手顔負けのスーパープレーが描かれることが特徴的であるが、こうした手法について荒唐無稽なものと評するサッカーメディアもある。一方でプロサッカー選手の本山雅志は次のように評している。
また、元スペイン代表のシャビは個性豊かな登場人物がさまざまな得意技を持っていたことが本作品の魅力だったとした上で、「さすがに技を習得することは出来なかったが、これらのスペクタクルなプレーが多く出てきたからこそ、サッカーへの情熱を高めるきっかけとなった」と評している。こうした選手たちは作品内に登場する大技の実現性については否定しつつも、そこに描かれる創造性や自由な発想に惹かれ、実際に模倣することで自身のプレーに反映させていったものと考えられる。
1980年代を通じたスポーツ漫画の傾向について社会学者の宮台真司らは「1960年代的な課題達成の物語が薄れ、友情という名の『無害な共同性』ものが急上昇する動きがあった」と評し、その典型例として本作品を挙げているが、東京学芸大学教授の松田恵示は次のように評している。
さらに松田は泥臭さを廃する傾向について「それが読者にとって居心地の良い物であればあるほど、現実のスポーツのリアリティを脅かすことになるだろう。泥臭いスポーツなど我慢できるものか、漫画のスポーツこそ本当のスポーツという感性まで、この地点まで来るとさほど遠くない」と評している。
また、政治評論家の田中直毅は本作品が受け入れられた理由について「かつての根性ものと違い、『キャプテン翼』では天才という言葉が頻出する。子供たちはひょっとして、今もテーマ性として残されている努力よりも、実は才能の方が決定的な要因だと直感し始めているのかもしれない。天才のサッカー少年と、これをとりまく少年たちの友情を確認することは、子供たちにとって夢と現実とを橋渡しすることになっているのではないか」、元『週刊少年ジャンプ』編集長の西村繁男は「ガンバってガンバって、練習して練習してっていうんじゃなくて、ともかく球を蹴るのが好きで好きでっていうね、そういうところから入ろうっていうのが良かった。後の方は友情・努力・勝利じゃないけどガンバリズムみたいのも出てくるんだけど、最初の段階では、ともかくボールが友達という、そういうところからスタートしていったのが良かったんですよ」と評している。
漫画家で元京都精華大学学長の竹宮惠子によれば、本作品の登場人物のキャラクターデザインについては「類型的」「手足がデフォルメ的」と評されることがある。こうした点について竹宮は自著の中で「作中人物に表面的な極端な差異がないぶん、かえって、パターン化することから遠ざかっている」と評している。また、竹宮は高橋の構図の描き方について次のように評している。
高橋の初代担当編集の鈴木晴彦は作品の優れていた点について「空間の想像力と三次元の表現力」と評し、その特徴が最も現れたものとして第2話の「翼が街中を走行するバスの真下にシュートを放つシーン」を挙げている。前出の西村は「劇画のタッチでもない、いわゆる少年まんがのタッチでもないし、やさしい線」と評するなど、絵には難があるとした上で、「ボールの動かし方とか、そういうものに非常に臨場感もある」と評しており、その理由については高橋が時間があれば外で体を動かしていたいというスポーツマンタイプの漫画家であったためとしている。